# Ivan Kramskoi
Ivan Nikolàievitx Kramskoi (Ostrogojsk, 27 de maig [8 de juny] de 1837 — Sant Petersburg, 24 de març [5 d'abril] de 1887), fou un pintor i dibuixant rus d'origen ucraïnès, mestre del retrat i la pintura històrica i de gènere i crític d'art.
Es va formar a l'Acadèmia Imperial de les Arts. Figura intel·lectual dels anys 1860-1880, va encapçalar el moviment de l'art democràtic rus (Peredvíjniki). La gran majoria dels quadres de Kramskoi es conserven a la Galeria Tretiakov de Moscou. Hi destaquen el Crist al desert (1872) i La desconeguda (o La desconeguda de la carrossa) (1883), que són també les seves obres més conegudes.

## Galeria d'imatges

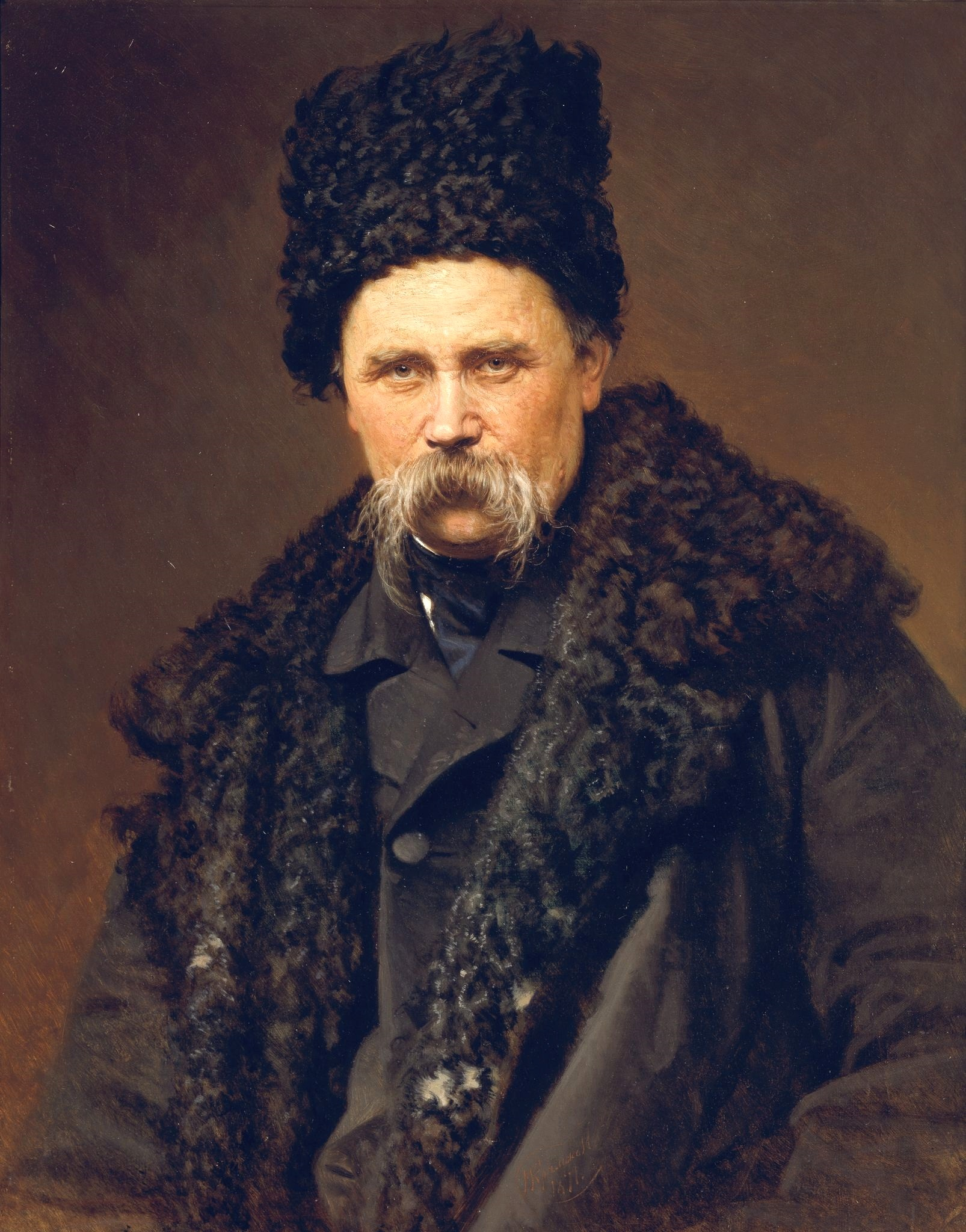
Retrat de Taràs Xevtxenko (1871)
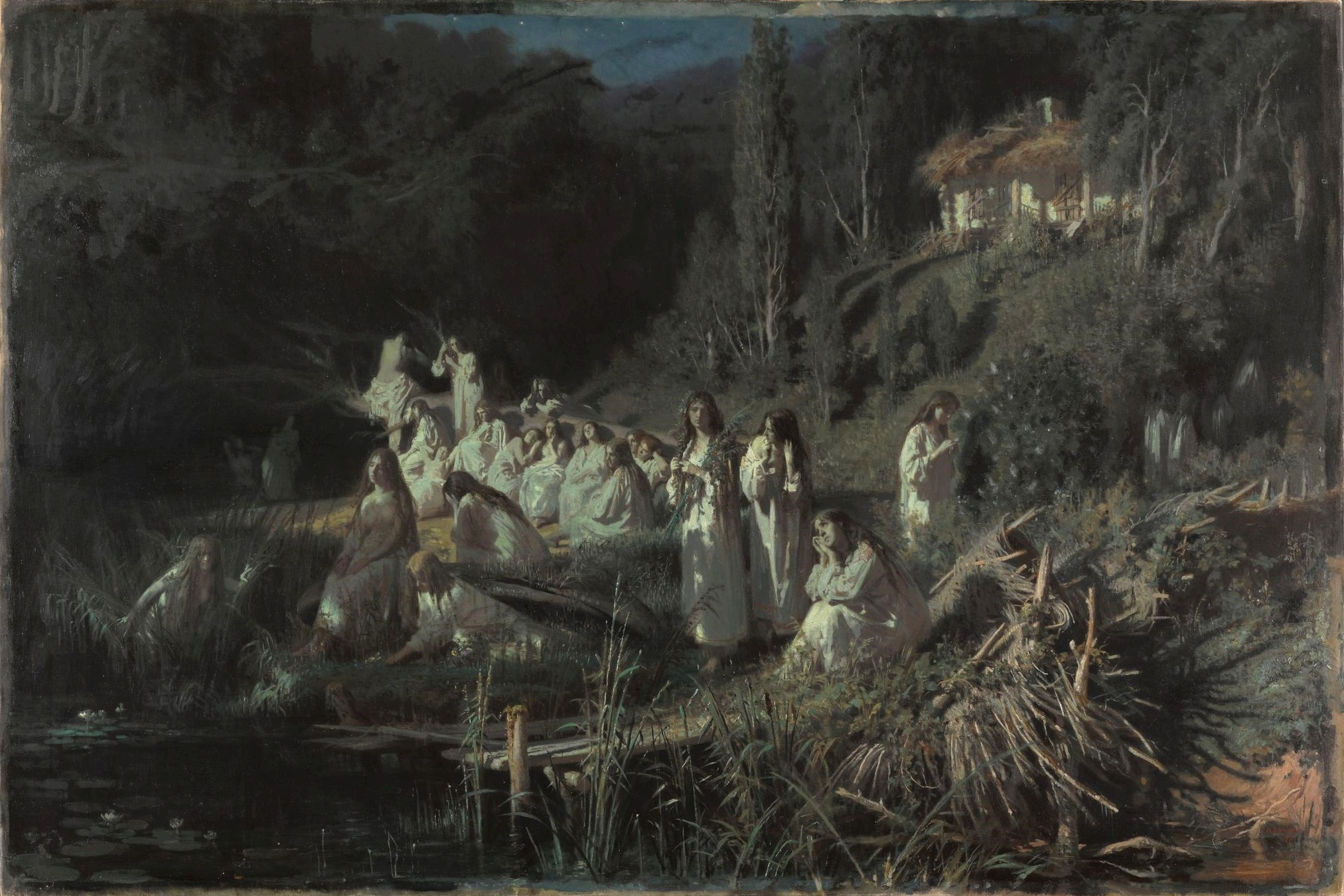
Sirenes. Nit de maig (1871), inspirat en Gógol
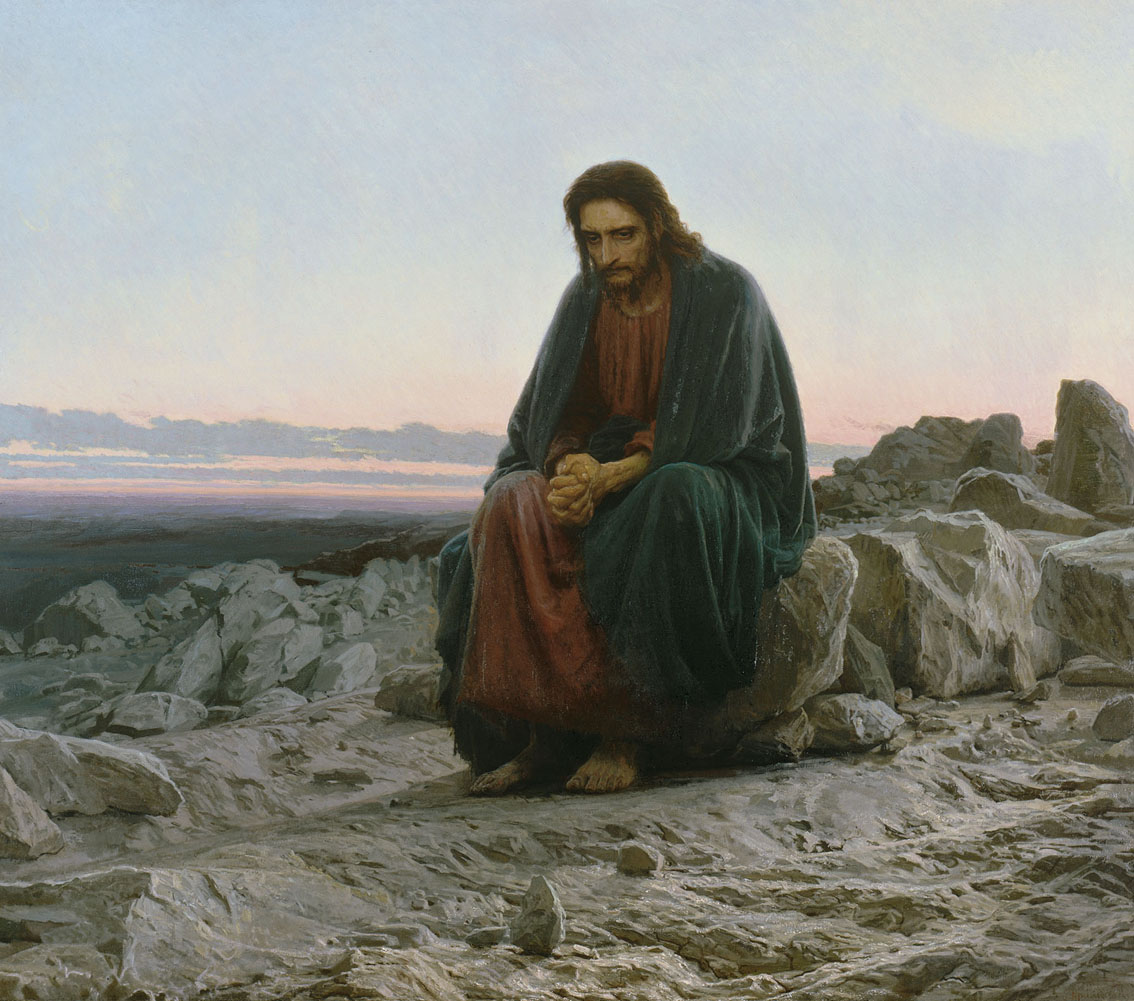
Crist al desert (1872)
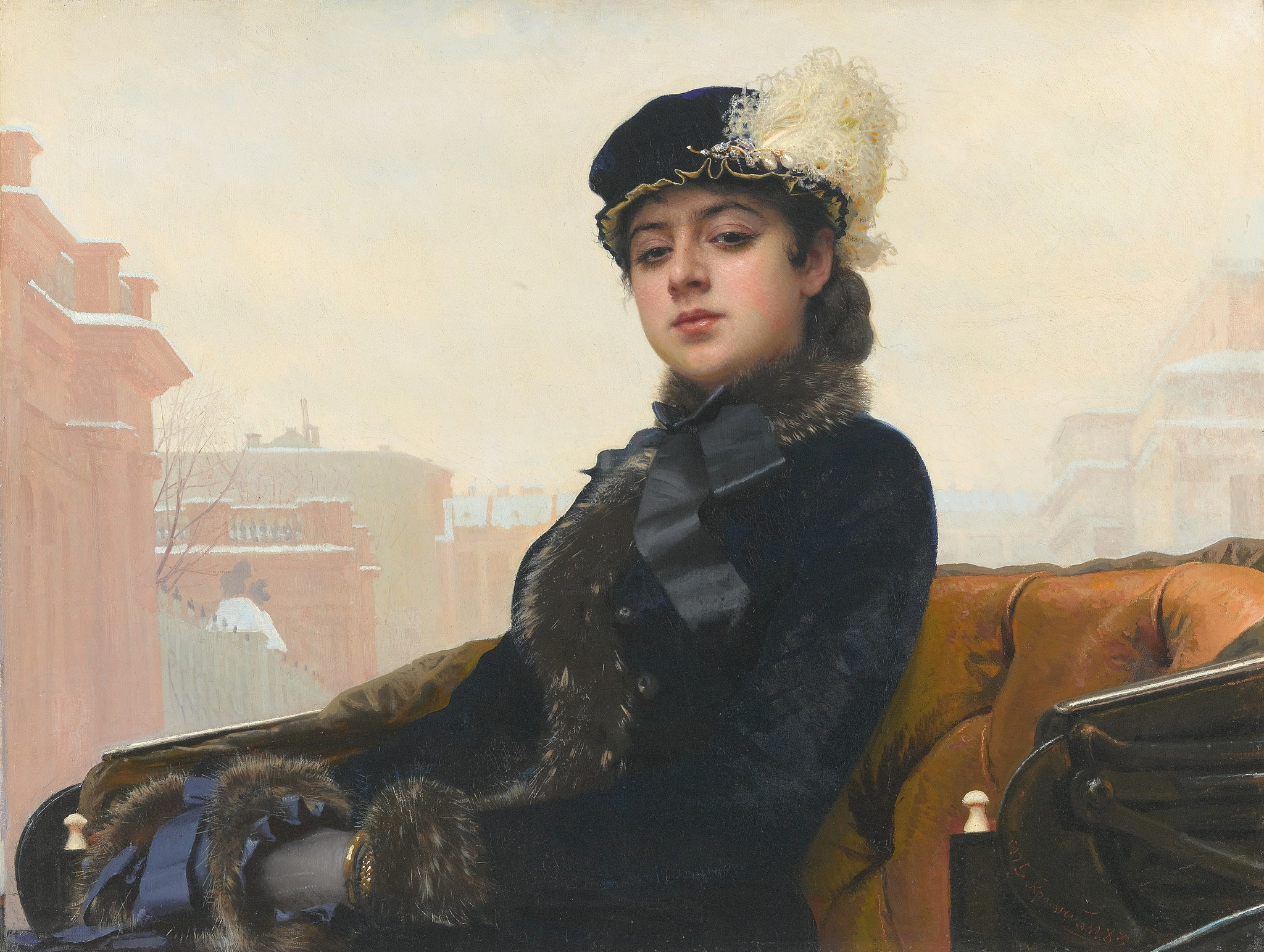
Una desconeguda (1883)